# Mikania
Mikania (anteriormente Eupatorium) es un género de plantas con flores perteneciente a la familia Asteraceae. Miembros de este género son lianas de clima neotropical nativos de Suramérica. Comprende 796 especies descritas y solo 250 aceptadas. Es el único género de la subtribu  Mikaniinae.

## Descripción
Son hierbas, arbustos o trepadoras escandentes. Hojas opuestas, palmatinervias, márgenes enteros a dentados. Capitulescencias paniculadas a espigadas o corimbosas; capítulos discoides con 4 flósculos, las corolas tubulares, blancas, con un limbo acampanado o turbinado, 5-dentado; anteras con apéndices ovados; ramas del estilo alargadas, lineares a claviformes. Aquenios pentagonales, prismáticos a claviformes, carpopodio discreto pero pequeño; vilano de 30–50 cerdas ciliadas o ancistrosas.

## Usos
Las especies Mikania laevigata y Mikania glomerata, son también conocidas como guaco, una popular medicina herbaria. Crece muy rápido y cubre otras plantas, lo cual evita que las otras plantas hagan fotosíntesis y las hace paralizar su crecimiento. Al considerarse nociva se emplean varios herbicidas contra ella. En Assam y Sri Lanka utilizan la Cuscuta para suprimir la Mikania en las plantaciones de té.

## Taxonomía
El género fue descrito por Carl Ludwig Willdenow y publicado en Species Plantarum. Editio quarta 3(3): 1742–1748. 1803. La especie tipo es: Eupatorium scandens L. T (cons.) = Mikania scandens (L.) Willd.

## Especies seleccionadas
- Mikania amara
- Mikania banisteriae
- Mikania batatifolia
- Mikania chimborazensis
- Mikania cordata
- Mikania cordifolia (L.f.) Willd. - guaco verde de Venezuela[5]
- Mikania cuencana
- Mikania glomerata
- Mikania guaco Kunth - guaco de Guatemala, bejuco de guaco.[5]
- Mikania hookeriana
- Mikania laevigata
- Mikania latifolia
- Mikania manomoi[6]
- Mikania micrantha
- Mikania ovalis
- Mikania scandens (L.) Willd. - yedra terrestre del Perú[5]
- Mikania speciosa
- Mikania tafallana